# Arrondissement Autun
Autun is een arrondissement van het Franse departement Saône-et-Loire in de regio Bourgogne-Franche-Comté. De onderprefectuur is Autun.

## Kantons
Het arrondissement was tot 2014 samengesteld uit de volgende kantons:
- Kanton Autun-Nord
- Kanton Autun-Sud
- Kanton Couches
- Kanton Le Creusot-Est
- Kanton Le Creusot-Ouest
- Kanton Épinac
- Kanton Issy-l'Évêque
- Kanton Lucenay-l'Évêque
- Kanton Mesvres
- Kanton Montcenis
- Kanton Saint-Léger-sous-Beuvray

Na de herindeling van de kantons bij decreet avn 18 februari 2014, met uitwerking op 22 maart 2015 zijn dat : 
- Kanton Autun-1
- Kanton Autun-2
- Kanton Blanzy ( deel 2/17 )
- Kanton Chagny ( deel 12/27 )
- Kanton Le Creusot-1
- Kanton Le Creusot-2
- Kanton Gueugnon ( deel 7/20 )
- Kanton Montceau-les-Mines ( deel 1/2 )